# Савченко, Аполлон Андреевич
Аполло́н Андре́евич Са́вченко — советский хозяйственный, государственный и политический деятель.

## Биография
Родился в 1907 году в Юзовке. Член ВКП(б) с 1929 года.
С 1917 года — на хозяйственной, общественной и политической работе. В 1917—1962 гг. — пастух, путевой рабочий, чистильщик вагонов, стрелочник, подручный слесаря, камеронщик на шахтах, стрелочник на станции Мушкетово Южно-Донецкой железной дороги, активный участник и организатор комсомольско-молодёжных бригад и субботников, председатель местного комитета профсоюза железнодорожников ст. Мушкетово, начальник опытной станции дорожного отдела Моссовета, ответственный организатор, заместитель заведующего, заведующий отделом партийных органов, заместитель начальника управления кадров ЦК, ответственный секретарь и заместитель председателя Комиссии партийного контроля при ЦК ВКП(б), уполномоченный Государственного Комитета Обороны на заводах вооружений и боеприпасов, заместитель министра угольной промышленности СССР, председатель СНХ Коми экономического административного района.
Избирался депутатом Верховного Совета РСФСР 5-го созыва.